# Jack Mottart
Eugène (Jack) Mottart (Hoei, 29 januari 1900 - Luik, 1953) was een Belgische roeier.

## Loopbaan
Voor de Eerste Wereldoorlog deed Mottart aan zwemmen, rolschaatsen en gymnastiek. Tijdens zijn studies aan de Universiteit van Luik hield hij zich bezig met ijsschaatsen en varen. Na zijn militaire dienstplicht sloot hij zich in 1924 aan bij roeiclub Sport Nautique de la Meuse.
Mottart werd in 1925 na Fernand Vintens en  Marcel Roman derde op het Belgisch kampioenschap roeien in de skiff. De volgende jaren werd hij telkens tweede na Vintens. In 1928 werd hij tweede na Achiel Mengé op de olympische kwalificatie-regatta. Hij nam op de skiff in plaats van Mengé deel aan de Olympische Spelen in Amsterdam en werd uitgeschakeld in de herkansingen van de eerste ronde.

## Palmares

### skiff
- 1925:  BK in Langerbrugge
- 1926:  BK in Langerbrugge - 9.36
- 1927:  BK in Langerbrugge - 8.50
- 1928: 2e in herkansing eerste ronde OS in Amsterdam - 8.17